# رالف ستيفان
رالف ستيفان (بالإنجليزية: Ralph William Stephan, Jr.)‏ هو مجدف أمريكي، ولد في 16 نوفمبر 1928 في كليفلاند في الولايات المتحدة، وتوفي في 30 أبريل 2018 في موونت شاستا في الولايات المتحدة.

## وصلات خارجية
- رالف ستيفان على موقع الاتحاد الدولي للتجديف (الإنجليزية)
- رالف ستيفان على موقع اللجنة الأولمبية الدولية (الإنجليزية)
- رالف ستيفان على موقع أوليمبيديا (الإنجليزية)